# Rüdiger Reiche
Rüdiger Reiche (født 27. marts 1955 i Querfurt) er en tysk tidligere roer og olympisk guldvinder.

## Sportskarriere
Reiche dyrkede i sin ungdom atletik (især kuglestød og diskoskast), men fra 1970 skiftede han til roning. I denne sport vandt han sin første internationale medalje, da han vandt sølv ved junior-VM i singlesculler, og året efter var han med i dobbeltfireren, der vandt VM-guld (seniorer).
Han var igen en del af den østtyske dobbeltfirer, da denne første gang var på OL-programmet ved OL i Montreal. Bådens øvrige besætning var Michael Wolfgramm, Wolfgang Güldenpfennig og Karl-Heinz Bußert. Østtyskerne blev nummer to i indledende heat og måtte derpå gennem opsamlingsheatet. Her vandt de og kom derfor i finalen, hvor de fik revanche for nederlaget i indledende heat til Sovjetunionen, da de sikrede sig guldmedaljen med over et sekunds forspring til netop Sovjetunionen, mens Tjekkoslovakiet blev nummer tre.
Reiche kom derpå ud af den østtyske dobbeltfirer, der fortsatte med at dominere klassen ved de internationale konkurrencer. I stedet roede han dobbeltsculler og vandt VM-sølv i denne i 1977 og enkeltsculler, som han vandt sølv i ved VM 1978 samt bronze ved VM 1979 og 1981 samt guld i ved VM 1982. I 1983 kom han tilbage i dobbeltfireren og var nu med til at vinde VM-sølv i denne i 1983 og 1985.

## Øvrige karriere
Reiche studerede sport på universitetet og blev rotræner, både på klubplan og nationalt. Efter den tyske genforening kom han til at arbejde som forsikringsagent.

## OL-medaljer
- 1976:  Guld i dobbeltfirer